# Nytaarsgry
Nytaarsgry is een cantate gecomponeerd door Agathe Backer-Grøndahl. Deze componiste is voornamelijk bekend of als pianiste of als schrijver van liederen en pianostukken. In 1900 vond ze de tijd rijp om het een wat groter aan te pakken. Ze schreef een cantate op tekst van haar voormalige schoolgenote Gina Krog. De tekst van Nytaarsgry werd op 1 januari 1895 afgedrukt in het vrouwenblad Nylænde, waarvan Gina Krog van 1887 tot 1916 redactrice was. Het werk werd gezien als emancipatoir, want werd uitgevoerd tijdens een “Vergadering van Scandinavische Vrouwen” in Oslo in 1902. Het werd gezongen door het dameskoor van de Noorse Handelsstands Sangforening (koor van de handelaren) in de aula van de Universiteit van Oslo. De componiste zat zelf achter de piano. In die jaren begon de emancipatie van de vrouwen in Scandinavië op gang te komen met stemrecht etc. Voorts was er het optimisme van de nieuwe (20e) eeuw.
Het werk is opgedragen aan Aasta Hansteen, die zichzelf de Jeanne d'Arc van de Noorse vrouwenbeweging noemde.